# Anna Dresden-Polak
Anna Dresden-Polak (Amesterdã, 24 de novembro de 1906 – Sobibor, 23 de julho de 1943) foi uma ginasta neerlandesa que conquistou a medalha de ouro por equipes nas Olimpíadas de 1928 e, em 1997, introduzida no Salão da Fama Internacional dos Esportes Judaicos.

## Biografia
Anna Dresden-Polak nasceu em Amsterdã no dia 24 de novembro de 1906. Ela fez parte da equipe de ginástica dos Países Baixos que conquistou a medalha de ouro nos Jogos Olímpicos de 1928.
Durante a Segunda Guerra Mundial, Dresden-Polak e sua filha de 6 anos, Eva, foram vítimas do Holocausto e morreram no campo de extermínio de Sobibor em 23 de julho de 1943.
Em 1997, ela foi homenageada no Salão da Fama Internacional dos Esportes Judaicos.